# Andreas Holmsen
Pour les articles homonymes, voir Holmsen.
 (juillet 2021).
Si vous disposez d'ouvrages ou d'articles de référence ou si vous connaissez des sites web de qualité traitant du thème abordé ici, merci de compléter l'article en donnant les références utiles à sa vérifiabilité et en les liant à la section « Notes et références ».
Andreas Holmsen (né le 23 mai 1869 à Røros, et mort le 15 décembre 1955 ) était un hydrographe norvégien.
Après avoir étudié et obtenu son diplôme d'ingénieur des mines en 1893, il a travaillé à Røros jusqu'en 1895, lorsque le directeur de l'Agence gouvernemental de l'énergie et des ressources hydrauliques (Norges vassdrags- og energidirektorat) , Gunnar Sætren, l'embaucha comme hydrographe.  
Il a étudié la formation de glace dans les lacs et le phénomène de Seiche.
De 1905 à 1909 il a enseigné à l'Université d'Oslo. Puis il a travaillé au ministère du Commerce à partir de 1918 en tant que consultant minier, il est promu directeur adjoint en 1921. 
En 1895 il s'était marié à Thekla Resvoll botaniste. Il était le frère de Gunnar Holmsen, qui avait épousé la sœur de Thekla, Hanna Resvoll-Holmsen. 